# Stato di Fock
Lo stato di Fock, in meccanica quantistica, è un qualsiasi stato dello spazio di Fock con un numero di particelle definito in ogni stato. Se limitiamo per semplicità in una singola modalità, uno stato di Fock è del tipo {\displaystyle |n\rangle } con n intero. Questo significa che ci sono n quanti di eccitazione in questa modalità. {\displaystyle |0\rangle } corrisponde allo stato "vuoto" (nessuna eccitazione). È diverso da 0 che è il vettore nullo. 
Gli stati di Fock formano le più convenienti basi algebriche dello spazio di Fock. Sono definite in modo da rispettare le seguenti relazioni nell'algebra dei bosoni:
{\displaystyle a^{\dagger }|n\rangle ={\sqrt {n+1}}|n+1\rangle }
{\displaystyle a|n\rangle ={\sqrt {n}}|n-1\rangle }
{\displaystyle |n\rangle ={1 \over {\sqrt {n!}}}(a^{\dagger })^{n}|0\rangle }
Stesse relazioni per l'algebra dei fermioni.
Questo permette di controllare che {\displaystyle \langle a^{\dagger }a\rangle =n} e {\displaystyle Var(a^{\dagger }a)=0} misura il numero di particelle nello stato di Fock.